# Храм Спаса Нерукотворного Образа (Братково)
Церковь Спаса Нерукотворного Образа — православный храм в деревне Братково Старицкого района Тверской области. В настоящее время находится в сильно разрушенном состоянии.

## Расположение
Храм стоит в деревне Братково у дороги Старица — Берново. Рядом находится воинское захоронение и автобусная остановка.

## История
Храм был построен в 1804 году на средства Дмитрия Ивановича Ермолаев. В большинстве источников архитектором указывается Николай Александрович Львов.
Храм имел два престола: главный во имя Спаса Нерукотворного Образа и придельный во имя Тихвинской Иконы Божией Матери.
В 1901 году в приходе Спасской церкви было 376 хозяйств, 2276 человек (1099 мужчин и 1177 женщин). В 1937 году советские власти закрыли храм. В советское время церковь использовали как склад для удобрений.

## Архитектура
Архитектурный стиль — ампир.
В композиционно-декоративном решении храма преобладают мотивы жилых усадебных построек. Здание выстроено из кирпича и оштукатурено. Фасады украшены четырёхколонными портиками дорического ордера, венчает храм небольшой декоративный фонарик.
Храм является памятником архитектуры федерального значения.

## Галерея

Современное состояние храма
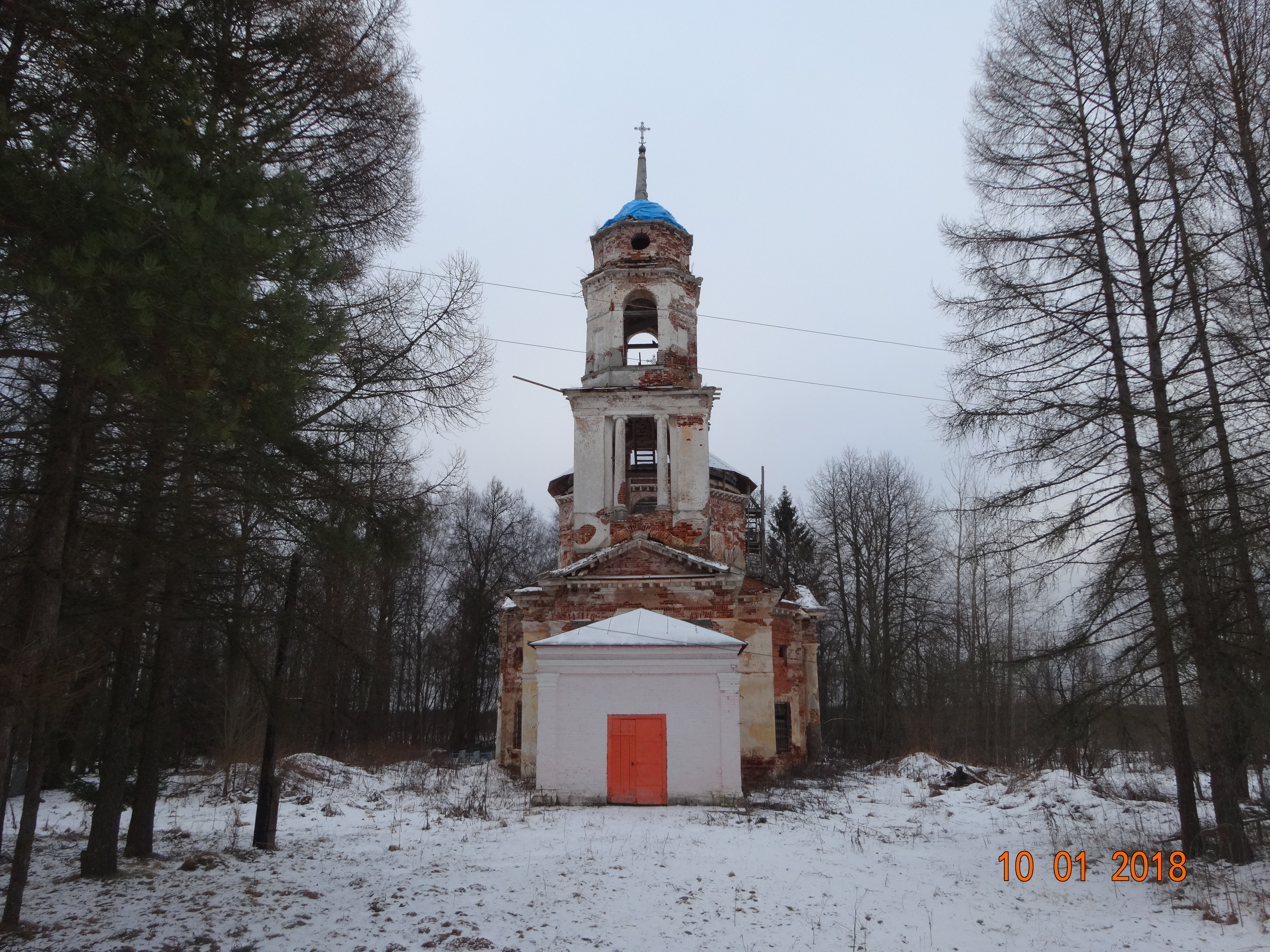
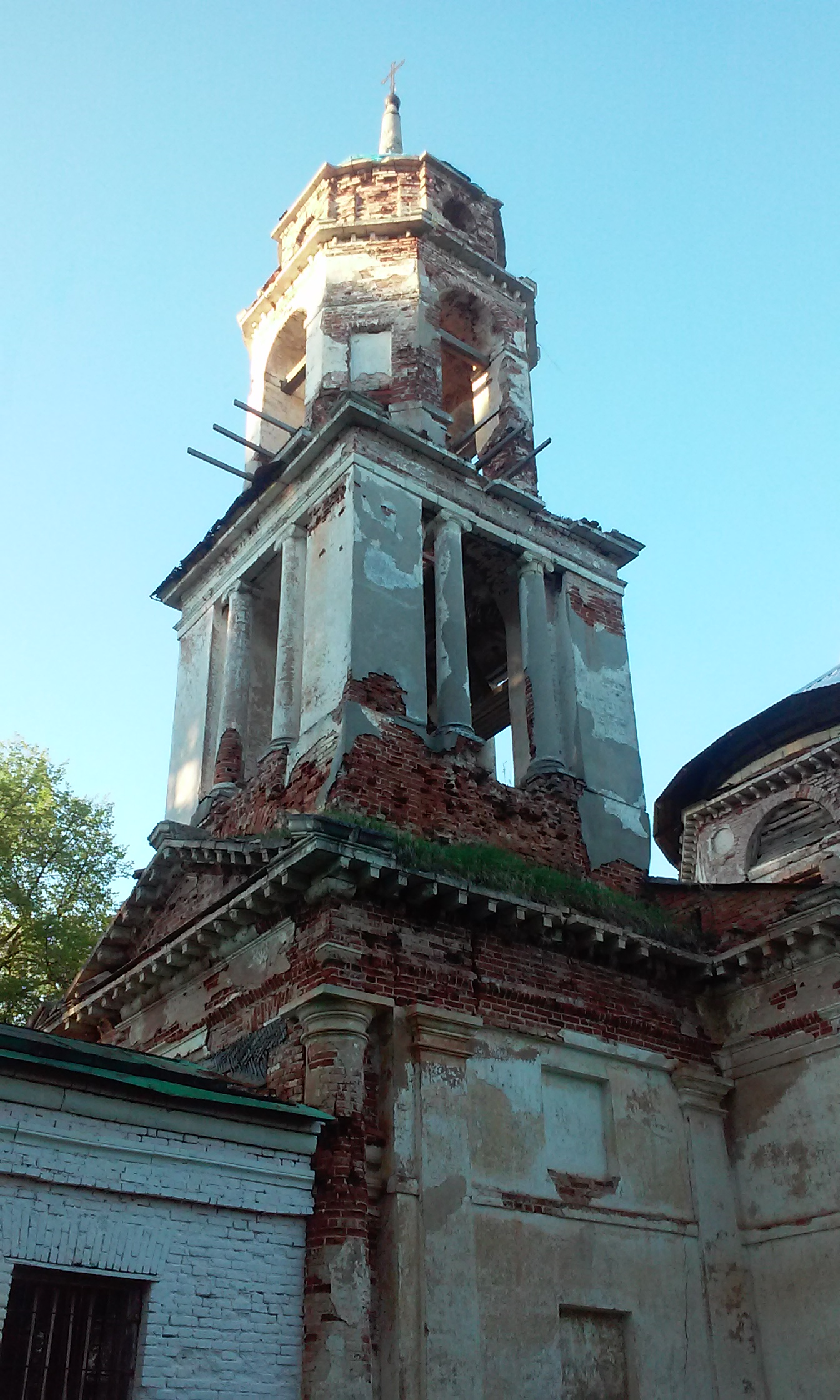
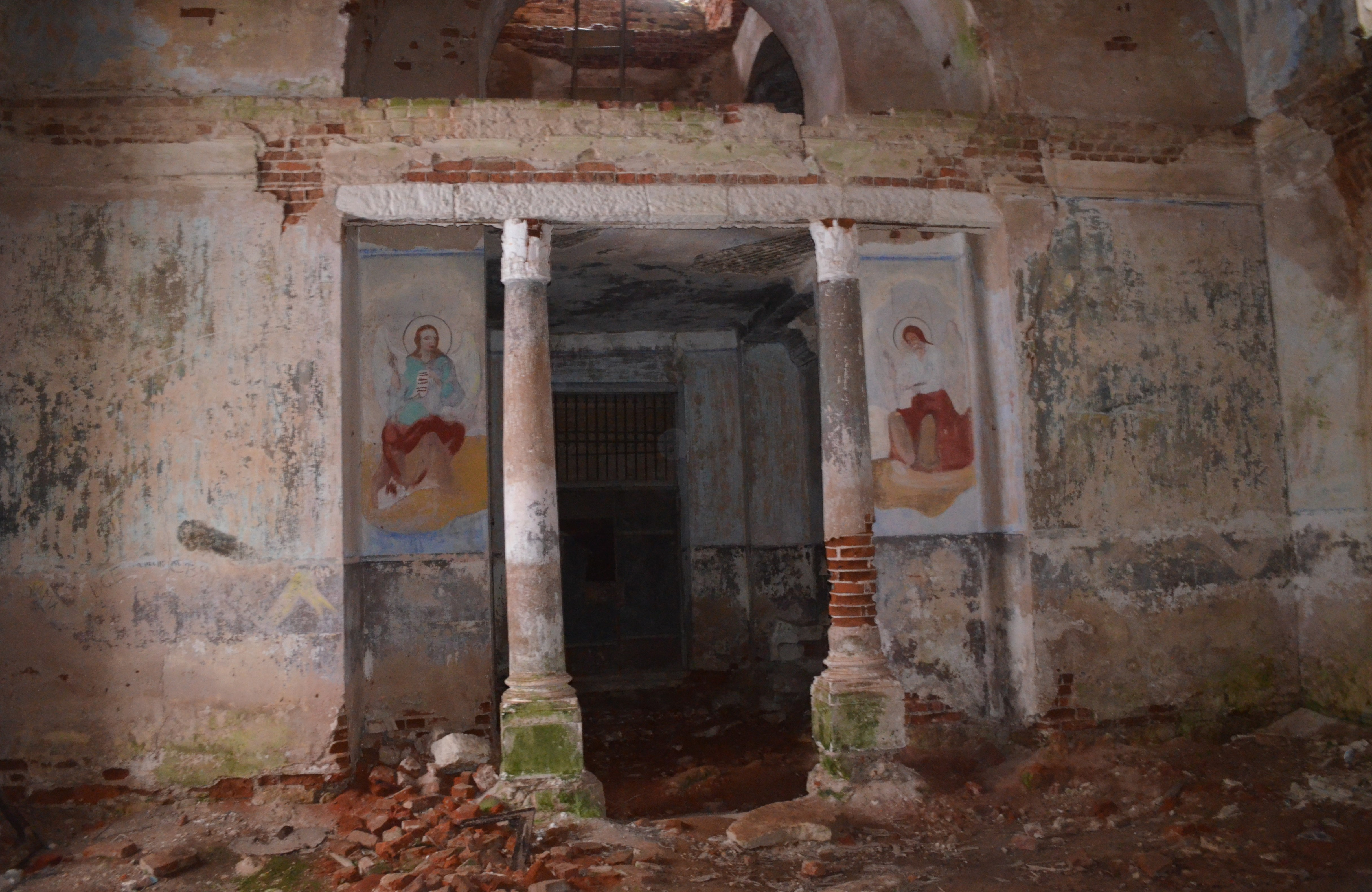
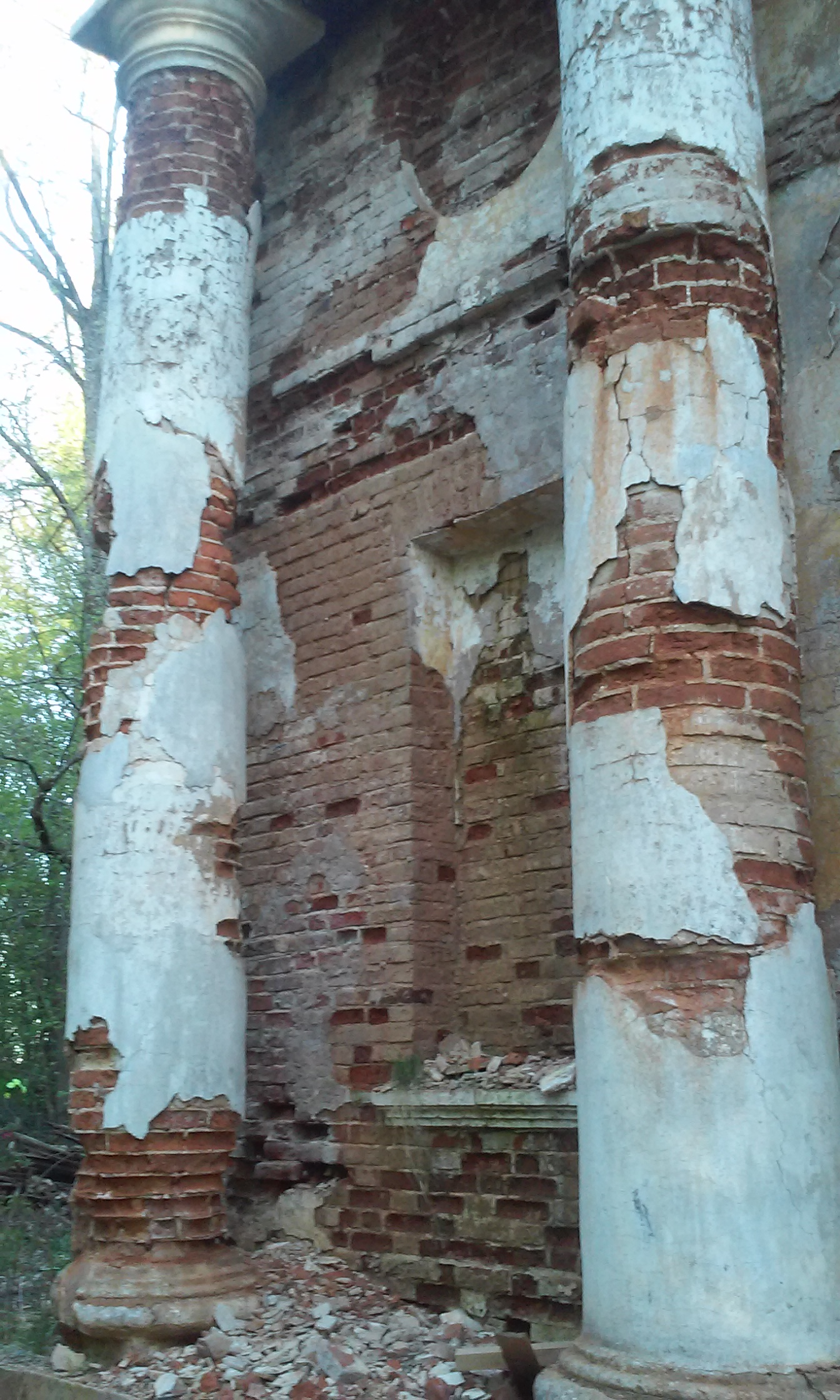